# NGC 2642
NGC 2642 ist eine Balken-Spiralgalaxie mit ausgedehnten Sternentstehungsgebieten vom Hubble-Typ SBbc im Sternbild Hydra südlich der Ekliptik. Sie ist schätzungsweise 187 Millionen Lichtjahre von der Milchstraße entfernt und hat einen Durchmesser von etwa 115.000 Lj. 
Die Supernovae SN 2002fj (Typ-IIn) und SN 2008bh (Typ-II) wurden hier beobachtet.
Das Objekt wurde am 19. Februar 1830 von John Herschel entdeckt.